# Huîtrier d'Amérique
Haematopus palliatus
Espèce
Statut de conservation UICN

 LC  : Préoccupation mineure
L'Huîtrier d'Amérique (Haematopus palliatus) est une espèce d'oiseaux limicoles de la famille des Haematopodidae.

## Description
Cette espèce est caractérisée par un plumage noir et blanc et par un long et épais bec orange. Il mesure de 42 à 52 centimètres de long. On le confond souvent avec l'Huîtrier de Garnot (Haematopus leucopodus) ; la reconnaissance se fera par le contour des yeux. Chez l'Huitrier de Garnot, le contour est jaune prononcé ; chez l'Huîtrier d'Amérique, le contour est rouge prononcé.

## Répartition
On trouve l’Huîtrier d’Amérique sur la côte atlantique, de la Nouvelle-Angleterre jusqu’au Honduras, du Costa Rica au Venezuela, et du Brésil à l'Argentine. On le trouve aussi sur la côte Pacifique de Californie, du Mexique, d'Amérique Centrale, du Pérou et du Chili. Dans les années 1800, cette espèce avait disparu du nord-est de son aire de répartition à cause de la chasse et de la récolte des œufs. Après avoir été protégée par la Loi sur la convention concernant les oiseaux migrateurs, elle a étendu son aire de répartition vers le nord et réoccupé son habitat historique en Nouvelle-Angleterre.

## Habitat, alimentation et reproduction

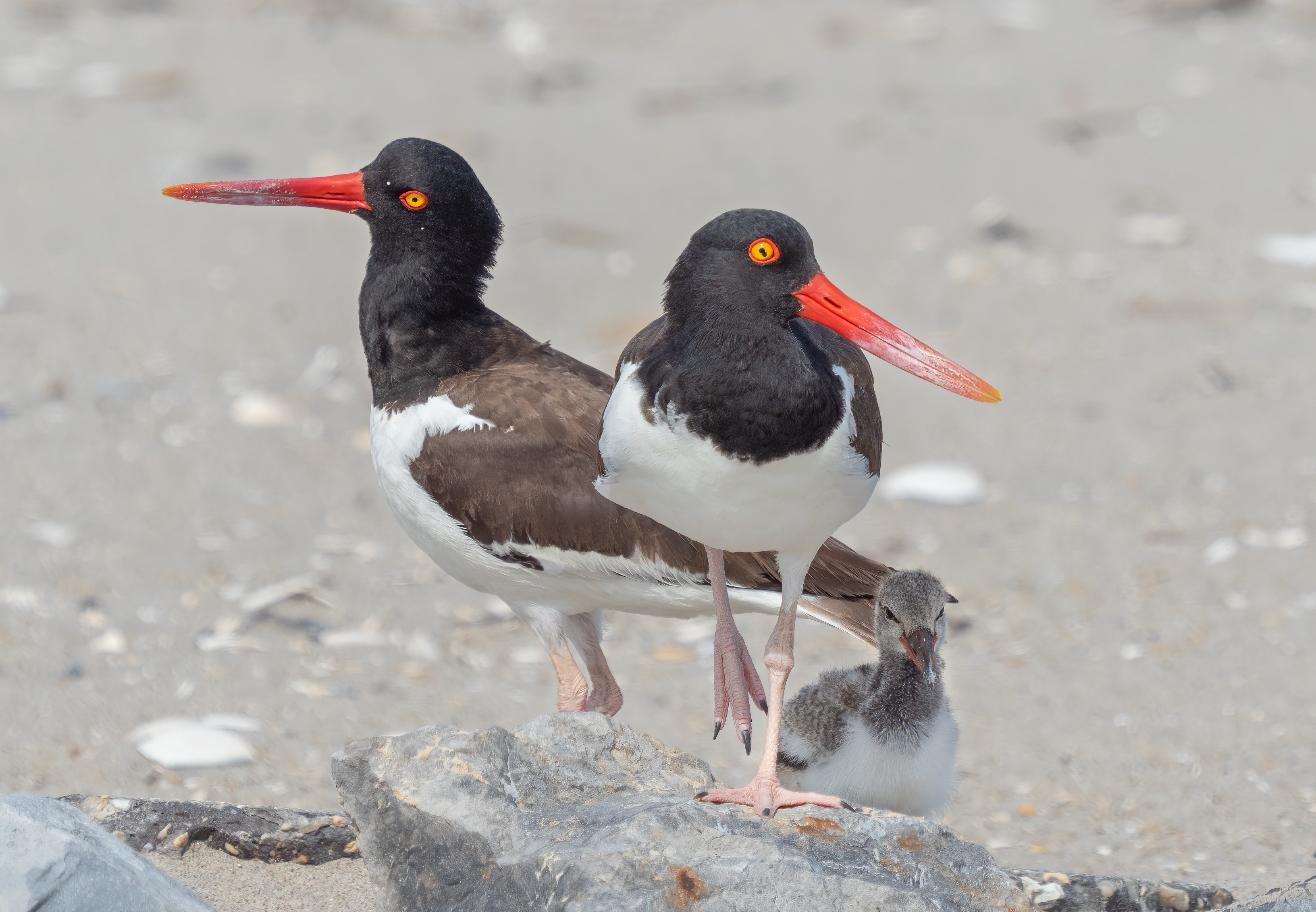
Deux huitriers d'Amérique avec un petit sur une plage à New York. Juillet 2020.

Les huîtriers sont étroitement liés aux habitats côtiers. Ils nichent sur les plages des îles côtières et se nourrissent d'invertébrés marins. Leur long bec épais est utilisé pour ouvrir (en faisant effet de levier) les mollusques bivalves. Les huîtriers pondent de 2 à 3 œufs. En hiver, ils se regroupent sur les côtes à partir du centre du New Jersey jusqu’au Golfe du Mexique.

## Conservation
Bien que les populations d’huîtriers soient faibles, cette espèce n’est pas protégée par le Endangered Species Act of 1973 des États-Unis. L’Huîtrier d’Amérique est cependant sur la liste des espèces préoccupantes de plusieurs états américains à cause de faibles populations en déclin et des menaces pour les habitats côtiers. Les menaces incluent le développement et l’utilisation récréative des plages servant à la nidification.

## Taxinomie
D'après la classification de référence (version 14.1, 2024) de l'Union internationale des ornithologues, l'Huîtrier d'Amérique possède 2 sous-espèces (ordre philogénique) :
- Haematopus palliatus palliatus Temminck 1820 ;
- Haematopus palliatus galapagensis Ridgway 1886.